# Geena Rocerová
Geena Rocerová, nepřechýleně Geena Rocero (* 1984, Manila, Filipíny) je filipínsko-americká transgender supermodelka a aktivista za práva transgender osob, zakladatelka nadace Gender Proud.

## Život a činnost
Roncerová se narodila v roce 1984 v Manile na Filipínách. Od svých 15 let se účastnila soutěží krásy. Ve věku 17 let emigrovala do USA a žila v San Franciscu. V roce 2005 se přestěhovala do New Yorku a o rok později získala americké občanství.
V New Yorku pracovala jako modelka Next Models pro značky Rimmel Cosmetics, Hanes ad. Zde také založila nadaci Gender Proud, která se zabývá podporou a obranou práv translidí po a snahou umožnit jejich „sebeidentifikaci pokud možno bez překážek“.
Roncerová byla playmate časopisu Playboy za měsíc srpen 2019. V roce 2014 na konferenci TED oznámila, že je transgender. Trvale žije New Yorku.